# Miejski Ośrodek Kultury w Międzyrzecu Podlaskim
Miejski Ośrodek Kultury w Międzyrzecu Podlaskim - placówka kulturalno-oświatowa istniejąca pod nazwą Miejski Ośrodek Kultury od 1 lipca 1997 roku. Wcześniej funkcjonował jako Miejski Ośrodek Kultury Sportu i Rekreacji.
Miejski Ośrodek Kultury mieści się w budynku przy ul. Warszawskiej 37 w Międzyrzecu Podlaskim. Ośrodek posiada:
- salę widowiskowo-kinową mającą 330 miejsc siedzących;
- galerię "ES";
- sale merytoryczne.

Zakres działalność MOK obejmuje:
- edukację kulturalną i wychowanie przez sztukę;
- gromadzenie, dokumentowanie, tworzenie, ochrona i upowszechnianie dóbr kultury;
- tworzenie warunków do rozwoju amatorskiego ruchu artystycznego;
- rozpoznawanie, rozbudzanie, zaspokajanie potrzeb i zainteresowań kulturalnych mieszkańców Międzyrzeca Podlaskiego i międzyrzecczyzny;
- prowadzenie działalności impresaryjnej i wydawniczej, współpraca z mediami lokalnymi, regionalnymi i ogólnopolskimi;
- promocję kultury lokalnej, współpraca w zakresie kultury z placówkami, organizacjami, stowarzyszeniami i twórcami indywidualnymi w mieście, w kraju i za granicą.